# サイラス・マーナー
『サイラス・マーナー　―ラヴィロウの織工―』(英語：Silas Marner: The Weaver of Raveloe)は、1861年に出版されたジョージ・エリオット（本名メアリー・アン・エヴァンズ）の長編小説。

## あらすじ
19世紀初頭が舞台となっている。機織りのサイラス・マーナーは、イングランド北部にあるスラム街のランタンヤードで、小さなカルヴァン主義の集会に参加していた。サイラスは重い病気の執事を看病している間に、会の資金を盗んだとのぬれぎぬを着せられてしまう。サイラスには2つの証拠がつきつけられていた。現場にサイラスのポケットナイフがあったことと、自宅からお金が入っていたバッグが見つかったことである。サイラスは、直前にポケットナイフを親友であるウィリアム・デーンに貸していたので、デーンが自分に罪を着せたのだと主張した。ランタンヤードの住人は、神が真実を明らかにすると信じており、サイラスもそう思っていた。しかし御神籤の結果は、サイラスは有罪であるというものだった。やがてサイラスと婚約していた女性は結婚を取りやめ、デーンと結婚する。人生が崩壊し、神への信頼が失われ、心を病んだサイラスは、町を出て行った。
サイラスは南に行き、イングランド中部にあるウォリックシャーのラヴィロー村に移り住んだ。そこでは、機織りの仕事以外に住民と接触することは最小限にとどめることにして、一人孤独に暮らした。サイラスは機織りに専念し、それによって蓄えた金貨を崇拝するようになった。
ある霧の夜、サイラスが大事にしていた2袋の金が盗まれた。犯人は、村の大地主であるスクワイア（郷士）・キャスの放蕩次男ダンスタン（ダンジー）・キャスなのであるが、サイラスも村人も犯人が誰であるかは分かっていなかった。ダンジーは盗難後すぐに姿を消した。しかし過去に何回も姿を消したことがあるので、村人はこの消失をほとんど気にせず、盗難と結びつけることもしなかった。盗難発見後、村人はサイラスをなぐさめたが、サイラスは深く落ち込んだ。
一方、ダンジーの兄であるゴッドフリー・キャスは秘密の過去を抱えていた。彼は別の町に住むアヘン中毒の労働者階級の女性モリー・ファレンと結婚していたのである。ゴッドフリーは、若い中流階級の女性ナンシー・ラミターと結婚するつもりでいたので、この秘密が明らかにされるわけにはいかなかった。ところがモリーは大晦日の夜、自分はゴッドフリーの妻であるということを周囲に発表するため、キャス家で開かれているパーティーに2歳になる娘と一緒に乗り込もうとした。しかし、道中、モリーは雪の中で倒れ意識を失い、娘はサイラスの家に迷い込んだ。サイラスは娘を見つけると、雪の中で子供の足跡をたどり、死んだ女性を発見した。
サイラスは残された子供を自分の手で育てることにして、亡くなった母と妹にちなんでエピーと名付けた。エピーによってサイラスの人生は完全に変わった。サイラスは、失った金貨がエピーに姿を変えて自分のところにやってきたのだと思った。ゴッドフリー・キャスはナンシーと自由に結婚できるようになったが、モリーとの結婚と子供についての事実はナンシーに隠し続けていた。その代わり、ゴッドフリーは時折金銭的な援助をすることで、マーナーがエピーの世話をするのを助けていた。マーナーの隣人であるドリー・ウィンスロップは、より実際的な育児方法についてマーナーに対し親切に教えサポートした。ドリーの助けとアドバイスは、エピーの育児だけでなく、マーナーとエピーが村の社会に溶け込むことにも役立った。
16年後、エピーは成長し、サイラスと強い絆を持つようになった。一方、ゴッドフリーとナンシーは、自分たちの子供がいないことを悲しんでいた。やがて、サイラスの金を盗んだダンスタン・キャスの骸骨が、サイラスの家の近くの採石場の底で、金貨と一緒に発見され、金貨は正式にサイラスに返還された。これをきっかけに、ゴッドフリーは、モリーが自分の最初の妻であること、エピーが自分の子であることをナンシーに告白した。そして、ゴッドフリーとナンシーの夫妻はサイラスの家に行き、エピーを自分たちの娘として屋敷に迎え育て上げることを申し出た。しかし、それはエピーがサイラスとの生活を放棄することを意味していた。エピーは丁重に断り、「父がいなければ、幸せなど考えられません」と言った。
サイラスはランタンヤードでの窃盗事件について、自分の無実が明らかになったか知りたいと思い、エピーを連れて30年ぶりに再訪した。しかし昔の風景は一掃されており、大きな工場に変わっていた。ランタンヤードの住民たちがその後どうなったのかについては、誰も知らないようだった。しかし、サイラスは昔起きた事件の真実を知ることができないことを受け入れ、今ではラヴィロー村で自分の家族や友人とともに幸せな生活を送っている。エピーは、地元で一緒に育ったドリーの息子アーロンと結婚し、彼らはゴッドフリーの好意で新しく改良されたサイラスの家に引っ越した。2人の結婚は周りの人々全員に祝福された。人々はサイラスの人生を振り返り、サイラスはエピーを実の親のように長年世話をしてきたからこそ、自分も幸せになれたのだと語った。エピーはサイラスに、私たちほど幸せな家族は他にいないと言った。

## 発表までの経緯
エリオットにとって、初期小説の最後、あるいは中期に属する作品である。エリオットは小説家としてデビューしてから『牧師館物語』、『アダム・ビード』、『フロス河の水車場』といった作品で田園を舞台にした物語を描き、好評価を得ていた。しかしエリオットは新たな境地を見つけるために、1860年にイタリアを旅行し、帰国後は歴史物語『ロモラ』の執筆にとりかかった。ところが、執筆はなかなか進まず、代わりに突如として、「イングランド中部の昔風の村の生活を書きたい」という思いが沸き上がった。そして1860年9月30日から書き始められたのが『サイラス・マーナー』である。当初は韻文で書く予定であったが、ユーモラスな場面が書きにくかったため、散文で執筆された。
執筆中はエリオットにとって私生活で多忙な時期であったが、小説は約半年後の1861年3月10日に完成した。苦心していた『ロモラ』と異なり、本書はエリオットにとって良く知った世界を題材としていたので、その強みが生かされたとされている。結果として本書はエリオットにとって最後のノスタルジックな田園小説となった。
本書は1861年4月2日に出版された。出版後は高い評価を得て、商業的にも成功した。

## 分析

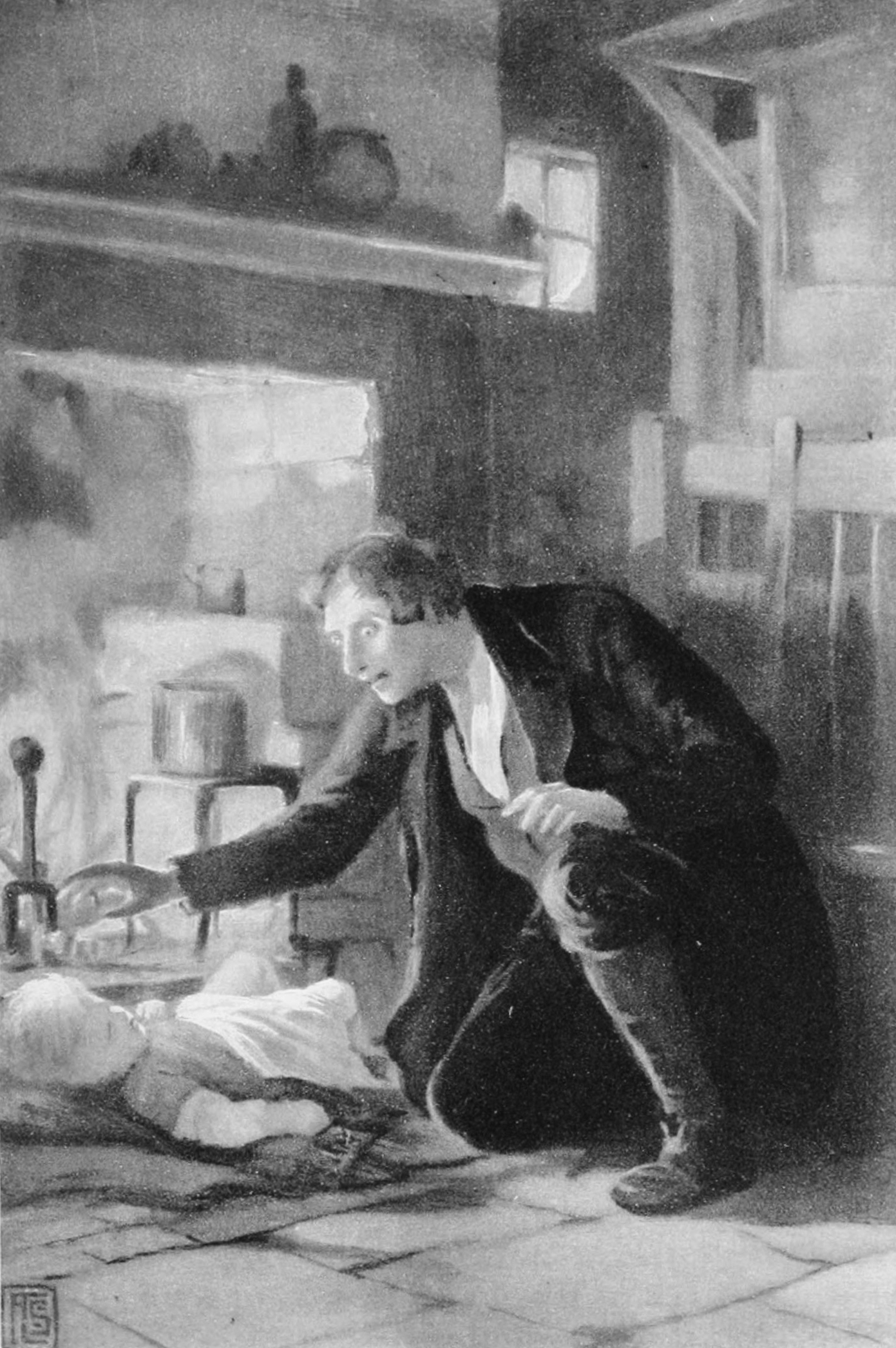
"サイラスはエピーを見つける"

サイラス・マーナーは、小説の構成などの点で完成度の高い作品として評価されている。一方で、エリオット作品の特徴である起伏に富む展開や印象的な登場人物といった要素は薄い。そのため、エリオットの作品の中では例外に属するものとみられている。ストーリー自体はシンプルであり、おとぎ話の一種ととらえられることが多い。
ローレンス・ジェイ・デスナーは、小説の出来事を、それに関連するエリオット自身の人生と対比させて描いている。ブルース・K・マーティンは、小説の構造において、エリオットがゴッドフリー・キャスを、サイラスの類似性を示す役割と、サイラスの引き立て役の役割の両方として使用していることについて論じている 。フレッド・C・トムソンは、小説における疎外の考えに複数の段階があることを調べている。ジョセフ・ヴィーゼンファースは、サイラスとキャス兄弟の対照的な運命における責任ある行動と無責任な行動とを対比させるとともに、「現実的な」文脈に組み込まれた神話と伝説の底流に注目している。デビッド・ソンストロームは、小説の筋書きと登場人物の運命を考えることで、偶然とダーウィニズムについて研究している。スーザン・スチュワートは、小説の「仕事」と「労働」に関連する民話とイデオロギーの影響を調べている。イアン・ミルナーは、本書の「人間性の喪失と回復」、および道徳的価値と社会的現実との対立の2つの包括的なテーマを検討している。ロバート・H・ダナムは、ウィリアム・ワーズワースの考えと哲学による影響を分析している。ブライアン・スワンは、小説の神話的および宗教的背景を論じている。ジェフ・ヌノカワは、サイラスが金を手にしているときとエピーを育てているときの扱いを比較して、身体的接触についての考えを分析し、それらを性的および官能的なテーマに結び付けている 。ケイト・E・ブラウンは、ゴッドフリー・キャスとサイラスの連動した物語に関して、時と一時性の包括的なテーマについて論じている。

## 受容
本書の特徴であるおとぎ話的な要素から、教室で読まれることが多かった。そのため、英米では学校教科書としての印象を持たれているとされている。
夏目漱石は1903年にイギリス留学から帰国する際、本書を持ち帰り、その後東京帝国大学での講義に使用した。1923年にはエリオット作品としては初めての全文和訳が出版され、その後も複数の翻訳本が出版されている。

## 派生作品
- ジョージ・エリオット作品の中では最も多く映画化されている[44]。特にサイレント映画の時代に造られた作品が多い。これは、他のエリオット作品と比較して筋立てが一貫していて明確なこと、視覚的イメージや場面転換が優れていること、物語に通じる温もりやメロドラマ的な雰囲気がサイレント映画に適していることが理由として考えられている[44][45]。サイレント映画としては下記の作品がある。
  - Silas Marner (1911年3月31日、製作：アメリカ、タンハウザー・フィルム・コーポレーション（英語版）、監督：シオドア・マーストン、主演：フランク・ホール・クレイン（英語版））[46]
  - Le Noël de Silas Marner (1912年11月、製作：フランス、パテ)[47]
  - Silas Marner (1913年10月24日、製作：アメリカ、エジソン・マニュファクチャリング・カンパニー、監督：チャールズ・ブレイビン、主演：William Langdon West) [48]
  - Silas Marner (1916年2月19日、製作：アメリカ、タンハウザー・フィルム・コーポレーション、監督：アーネスト・ウォード（英語版）、主演：フレデリック・ウォード)[49][50]
  - Silas Marner (1922年5月、製作：アメリカ、Associated Exhibitors、監督：Frank P. Donovan、主演：クロフォード・ケント（英語版）) [51]
- 俳優のマイケル・ウィリアムズ（英語版）はラジオ番組でサイラスを演じた。これは彼の最後のラジオ出演となった[52]。
- ウィリアム・S・ギルバートの演劇『Dan'l Druce, Blacksmith』(1876)は、序盤の、吝嗇な人のもとに子供がやってくる展開はサイラス・マーナーから取られたものであり、結末も類似している。また、台本にもサイラス・マーナーの記載がある。ただし中盤の展開は異なっている[53][54]。
- 1954年インド映画『バンガル・パパ（英語版）』（主演：S. V. Ranga Rao、Krishna Kumari）でも、Palagummi Padmarajuの脚本はサイラス・マーナーに脚色を加えたものとなっている[55]。
- 作曲家のジョン・ジュベール（英語版）は、1961年に本作を題材にしたオペラ『Silas Marner』を書いた[56][57]。
- インドの作家ムンシー・プレームチャンドは、本作をもとにヒンディー語で『Sukhdas』を書いている[58]。
- ベン・キングズレーは1985年のBBCの放送でサイラスを演じ、パッツィ・ケンジットは成長したエピーを演じた。1987年にはアメリカのMasterpiece Theatreでも放送された[59][60]。
- 1994年、スティーヴ・マーティンの製作・脚本・主演により、本作を映画化した 『パパとマチルダ』が公開された[61]。